# Notholaena greggii
Notholaena greggii är en kantbräkenväxtart som först beskrevs av Georg Heinrich Mettenius och Oskar Kuhn, och fick sitt nu gällande namn av William Ralph Maxon. Notholaena greggii ingår i släktet Notholaena och familjen Pteridaceae. Inga underarter finns listade.